# Batalha de Cuautla
A Batalha de Cuautla foi uma batalha entre as forças de Emiliano Zapata e o exército federal do governo mexicano que teve lugar em Cuautla, no estado de Morelos entre 11 e 19 de maio de 1911, durante a Revolução Mexicana. Foi descrita como os "seis mais terríveis dias de combates em toda a revolução". O que restava do 5º Regimento de Cavalaria (apelidado de "Quinto de Ouro") acabou por retirar-se, e Zapata assumiu o controlo da cidade. A vitória zapatista convenceu Porfirio Díaz a chegar a um acordo com Francisco Madero, com a assinatura do Tratado de Ciudad Juárez, e a demitir-se da presidência do México.
Embora os zapatistas detivessem a superioridade numérica, as tropas federais mantinham fortes posições defensivas, estavam mais bem armadas e treinadas, e aco contrário dos rebeldes, dispunham de peças de artilharia.

## Pano de fundo político
No final de 1910 e início de 1911, teve início a insurreição armada contra o regime de Porfirio Díaz um pouco por todo o México. Os dois principais centros de oposição situavam-se no estado de Chihuahua, onde Francisco Madero, Pancho Villa e Pascual Orozco sitiavam a cidade de Ciudad Juárez, e no estado de Morelos, onde Emiliano Zapata liderou um levantamento armado de camponeses.
No início de março Zapata tornou-se preocupado com o facto de que se não controlasse os principais centros urbanos de Morelos antes de Madero iniciar negociações com Díaz, as exigências do seu movimento seriam postas de parte. Pretendia também assegurar a autonomia de Morelos do governo nacional. Por último, a ascensão de Zapata em Morelos abria a possibilidade de conflito com a poderosa família Figueroa que controlava o vizinho estado de Guerrero.
Em 22 de abril de 1911, Zapata encontrou-se com Ambrosio Figueroa e os dois acordaram que operariam de forma independente em qualquer parte do México, assumindo Zapata o comando supremo se fosses levadas a cabo operações conjuntas em Morelos. Figueroa prometeu apoiar militarmente Zapata em Morelos mas Zapata não confiava nele. Zapata temia que se atacasse o alvo mais fácil, a cidade de Jojutla, que tradicionalmente pagava aos Figueroa por proteção, eles e as suas tropas abandoná-lo-iam deixando-o perante uma força de tropas federais numericamente superior. Consequentemente decidiu atacar a mais bem guarnecida e fortificada cidade de Cuautla.
Uma vez que pretendia disfarçar as suas intenções, Zapata começou por efetuar ataques no estado de Puebla, tomando as localidades de Chietla, Izúcar, Metepec e Atlixco de forma a obter mantimentos e recrutar mais soldados, capturando depois Yautepec e Jonacatepec em Morelos. Chegou a Cuautla em 13 de maio de 1911.

## Batalha
Zapata dispunha de 4 000 homens inexperientes em cercos. Do outro lado, a cidade era defendida por uma força de elite de cerca de 350 a 400 soldados federais veteranos do invicto 5º Regimento de Cavalaria. Em 12 de maio, os zapatistas haviam já completamente cercado a cidade e cortado as suas comunicações com o resto do México. O comandante de Cuautla recusou render-se, dizendo que lutaria "enquanto tivesse um soldado e um cartucho".
A batalha que Zapata enfrentava era diferente daquelas a que estava habituado. Em confrontos abertos, Zapata, tal como Villa, dependia sobretudo de rápidas cargas de cavalaria, o que lhe permitia aproximar-se rapidamente do inimigo antes que as metralhadoras das tropas federais pudessem trucidar os seus homens. Em Cuautla, porém, os soldados encontravam-se bem entrincheirados atrás de barricadas e dispunham de artilharia pesada, o que tornava as cargas de cavalaria normais ineficazes. Além disso, os federales dominavam posições elevadas em cima dos aquedutos da cidade donde controlavam o lado ocidental da cidade.
No primeiro dia, foram mortos cerca de 300 homens de Zapata num ataque à cidade. Em 14 de maio, as suas tropas conseguiram cortar o abastecimento de água às tropas federais. No dia seguinte, Zapata lançou um assalto geral e ordenou às suas tropas que vertessem gasolina nos aquedutos vazios e que os incendiassem. O fogo desalojou os soldados do 5º Regimento de Cavalaria das suas posições excelentes, queimando vivos muitos deles. Um vagão de comboio convertido numa casamata, incluindo um ninho de metralhadoras foi também regado com gasolina e incendiado morrendo queimados todos os soldados federais que o ocupavam. A maior parte dos combates foram homem a homem, com machetes e baionetas, e as tropas de ambos os lados disparavam muitas vezes sobre o inimigo à queima-roupa. Nenhum dos lados fez prisioneiros. No final, o assalto desse dia foi repelido.
À medida que a batalha se arrastava, o general Victoriano Huerta chegava à cidade vizinha de Cuernavaca, a capital de Morelos, com 600 soldados na esperança de ajudar a guarnição federal sitiada. Contudo, Huerta deu-se conta de que se deixasse a capital desguarnecida, corria o risco de que estalasse uma rebelião na sua retaguarda e acabou por deixar o 5º de Regimento de Cavalaria entregue à sua sorte.
As tropas federais começaram a ficar sem munições e os elementos restantes e exaustos do 5º Regimento de Cavalaria decidiram retirar-se da cidade em 19 de maio, e as tropas de Zapata ocuparam a cidade.

## Rescaldo
Mais tarde, o próprio Porfirio Díaz afirmaria que fora a queda de Cuautla nas mãos de Zapata que o convencera a fazer a paz com Madero. Em 21 de maio de 1911, assinou o Tratado de Ciudad Juárez, dois dias após a tomada da cidade.
Após a demissão de Díaz, a rebelião zapatista em Morelos prosseguiu. Zapata recusou-se a reconhecer o presidente interino Francisco León de la Barra e ao longo do resto do ano de 1911 passou a confiar cada vez menos em Madero. Em novembro de 1911 proclamou o seu famoso Plano de Ayala no qual repudiava Madero.
- Este artigo foi inicialmente traduzido, total ou parcialmente, do artigo da Wikipédia em inglês cujo título é «Battle of Cuautla», especificamente desta versão.